# Joseph-Xavier Delfau de Pontalba
Joseph-Xavier Delfau de Pontalba ou Joseph-Xavier de Pontalba, né le 11 février 1754 à La Nouvelle-Orléans et mort le 20 octobre 1834 à Mont-l'Évêque, est un officier français et espagnol, ainsi qu'un baron d'Empire.

## Biographie

### Service dans l'armée
Né à La Nouvelle-Orléans, Joseph-Xavier Delfau de Pontalba est envoyé à quatre ans en France pour son éducation. Il entre dans l'armée française en 1771 où il sert dans le régiment provincial de Montauban puis dans celui de la Guadeloupe en qualité de sous-lieutenant.
En 1777, il est impliqué dans un duel avec un Monsieur de Vigier qui faisait également partie du régiment de Guadeloupe. Vigier le fuit, mais Joseph-Xavier le poursuivra jusqu'en France avec l'accord de ses camarades et supérieurs, si bien qu'il eut des comptes à rendre au tribunal des maréchaux à Versailles en 1778.
Il participe au siège de Savannah en 1779, où il s'illustre, dans le cadre de la Guerre d'Indépendance Américaine. Alors capitaine, il démissionne en 1784 et regagne sa Louisiane natale qui se trouve alors sous domination espagnole. Il s'y lance dans le commerce. C'est ainsi qu'il vend le 17 août 1785 à Marie-Étienne Peltier (futur corsaire français) une « habitation » qu'il lui rachète un mois après. Alors que la Révolution Française fait rage, il s'engage dans l'armée espagnole et se retrouve capitaine du régiment de la Louisiane en 1790 En décembre 1791, il rejoint le régiment de la milice allemande en tant que lieutenant-colonel. Il vend, achète et loue de l'immobilier à La Nouvelle-Orléans et dans les environs, augmentant ainsi la fortune de son père et devenant un propriétaire important dans la ville.
En 1797, D. Celeste Macarty, veuve de D. Estevan Miró (gouverneur de la Louisiane de 1785 à 1791) a demandé une licence pour que le lieutenant-colonel D. Josef Pontalba se rende en Espagne pour agir comme son avocat dans les affaires d'elle et de son défunt mari. En fin, en juillet 1802, il est promu colonel et se retire à Bilbao sans solde.

### Retour en France
En 1797, toujours sous uniforme espagnol, il regagne la France où ses origines créoles lui valent un bon accueil dans la cour de Joséphine de Beauharnais. Napoléon lui demande alors un rapport sur la situation en Louisiane qu'il lui remet la même année. Dans ce rapport, Joseph-Xavier estime que la Louisiane doit retourner sous domination française, ce qui fut fait en 1801. Il remarque cependant que cette province est difficile à tenir et importante pour les américains.

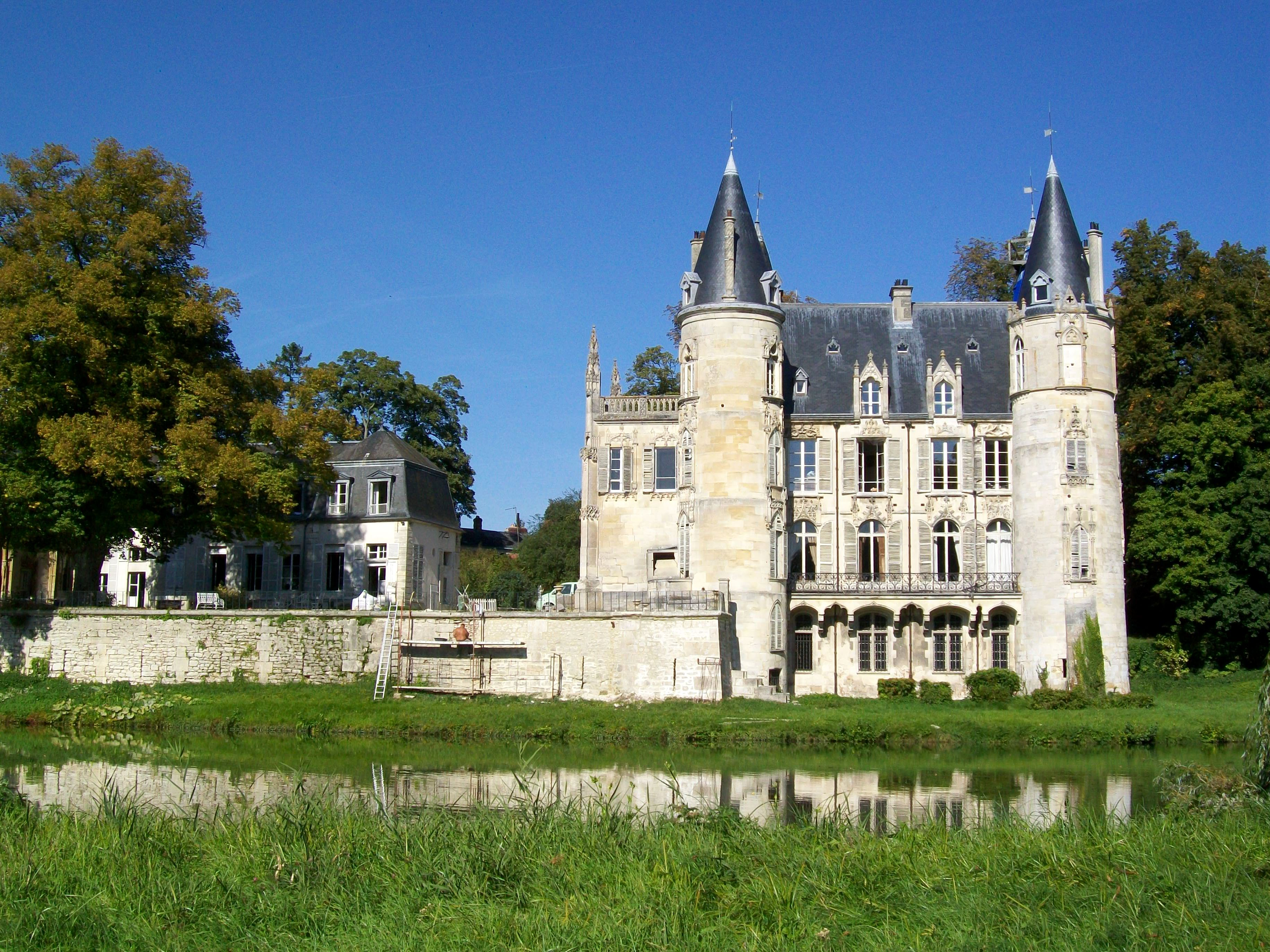
Le château de Mont-l'Évêque aujourd'hui

Il achète le château de Colombes en 1801. En 1802, il accepte d'accompagner le général Perrin à La Nouvelle-Orléans. Il est alors élevé au grade d'adjudant-commandant puis capitaine-général de Louisiane, mais l'expédition n'eut pas lieu en raison de l'imminence de la vente de la Louisiane, en avril 1803. Il habite ensuite à Paris où il devient armateur, banquier et exportateur, tout en étant maire de Colombes. Il revend le château de Colombes en 1805 pour acheter le château d'Ormesson à Deuil, qu'il revend également en 1807 pour acheter et s'établir au château de Mont-l'Évêque, ancienne résidence épiscopale des évêques de Senlis. Il le remaniera considérablement dans le style néogothique troubadour.
En 1810, Napoléon le crée baron avec pour majorat les terres de Mont-l'Évêque, en remerciement de ses services et de sa loyauté. Déjà chevalier de la Légion d'Honneur, et malgré sa fidélité à l'Empereur, Joseph-Xavier est également nommé chevalier de Saint-Louis par le roi Louis XVIII en 1814.
Il s'efforce en 1815 de sauver le maréchal Ney, proche de sa famille et cousin par alliance, dont le fils de Joseph-Xavier, Célestin, avait d'ailleurs été aide de camp. Il envoie des lettres aussi bien au maréchal qu'à des contacts en Louisiane et ailleurs, et tout était prêt pour l'exil de Ney à La Nouvelle-Orléans. Cependant, celui-ci fut exécuté avant que le plan ne soit mis en action. Les lettres retrouvées sur le maréchal au moment de son arrestation et citées lors de son procès ne valurent pas à Joseph-Xavier d'être inquiété, pour des raisons inconnues,.

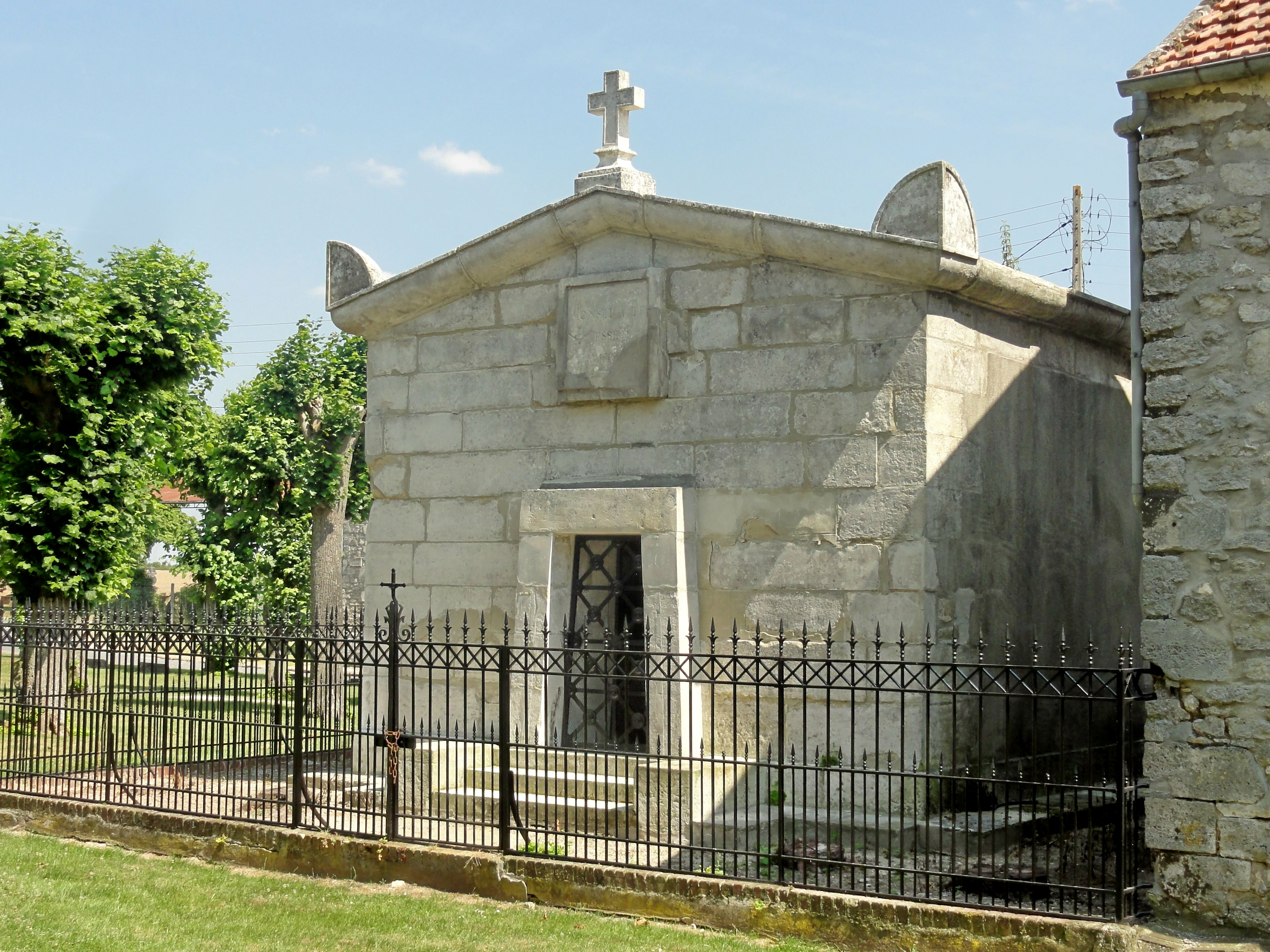
Caveau de la famille Pontalba où Joseph-Xavier est enterré

Il donne le château de Mont-l'Évêque à son fils et fait l'acquisition du château de Migneaux, à Verrières-le-Buisson dont il devient maire en 1818. En 1819, il achète l'hôtel Savalette de Lange à Paris (350 rue Saint Honoré). Il cède Migneaux en 1831 pour revenir s'installer à Mont-l'Évêque, où il décèdera en 1834 de sa propre main à la suite d'une tentative de meurtre sur sa belle-fille, Micaëla.
Il est enterré à Mont-l'Évêque dans le caveau familial.